# 東京放置食堂
『東京放置食堂』（とうきょうほうちしょくどう）は、2021年9月16日（9月15日深夜）から11月4日（11月3日深夜）まで、テレビ東京系深夜ドラマ枠「水ドラ25」で放送されたテレビドラマ。主演は本作が連続ドラマ初主演となる片桐はいり。
開始から9月中は、毎週木曜日の1時10分 - 1時40分（水曜深夜）に放送してきたが、2021年10月改編により、同月からは放送時間が10分前倒しされ木曜日の1時00分 - 1時30分（水曜深夜）に変更した。

## あらすじ
人を裁く事に疲れて裁判官を辞めた真野日出子は、もといた東京から120キロ南の太平洋上にある大島（伊豆大島）へ渡る。
ひょんなことから島で生まれ育った小宮山渚と出会い、渚が祖父から受け継いだ居酒屋「風待屋」を手伝うことに。
東京と言いながら独特の時間が流れ人間模様に溢れる島生活の中で、人生に悩みを抱えて島を訪れ居酒屋に辿り着いた人たちと関わりながら日出子は何かを見つけていく。

## キャスト

### 主要人物
真野日出子（まの ひでこ）〈53〉
演 - 片桐はいり
東京生まれ東京育ち。曲がった事が大嫌いで、初志貫徹を生き方とする。裁判官として人を裁くことに疲れ、退官を決意する。その後、大島へ渡って渚と出会い、彼女が営む居酒屋「風待屋」を手伝うことになる。大島の住民たちからは「ヒデさん」と呼ばれている。
小宮山渚（こみやま なぎさ）〈25〉
演 - 工藤綾乃（少女時代：高橋乃愛）
大島で祖父から受け継いだ居酒屋「風待屋」を一人で営む寡黙な若い店主。昼間は同じく祖父から受け継いだ水産加工業「くさやの小宮山」の社長として働いている。

### 大島の住民
南波一平（なんば いっぺい）
演 - 与座よしあき
タクシー運転手。島を訪れた乗客を「風待屋」に案内する。
北野康夫（きたの やすお）
演 - 松川尚瑠輝
「くさやの小宮山」の従業員で、「風待屋」の常連。渚のことが好きで、15回告白してフラれ続けている。
西浦辰彦（にしうら たつひこ）
演 - 梅垣義明
大島の漁師で「風待屋」の常連。

### ゲスト
第1話
水科繁
演 - 近藤公園
大手IT企業「ワンフューチャー」の社長。大島まで日出子に会いに来る。島に着いて早々に、電話で会社の部下を怒鳴り散らすなど気が短い性格。日出子とは新幹線内でマナーの悪い態度を窘められ、そのまま何時間も説教されたのがきっかけで知り合う。周りにはイエスマンしかおらず、お袋のように叱ってくれる日出子を慕っている。

第2話
小松原美織〈26〉
演 - 桜井玲香
ミオリンの愛称で親しまれている人気アイドル。アイドルとしての理想とは掛け離れた自身の性格に心が苦しくなり、サイン会をドタキャンして大島まで逃げて来る。ファンの南波や北野の前ではアイドルとして振る舞ってしまう。喫煙者。

第3話
山中正平
演 - 竹中直人
刑期を終えたばかりの元ヤクザの組長。大島まで「女にケジメ」をつけるためにやって来る。服役中に組は潰れている。日出子にこれからの生活を聞かれ、大道芸人になりたいと言う。
太郎
演 - 柳下晃河
日出子に「裁判官をやっていたのなら人に恨まれているのではないか？夜道には気を付けた方がいい」と忠告する少年。

第4話
鶴見美咲
演 - 前田敦子
大島出身の婚約者・ジュンちゃんとウェディングフォトを撮るために大島にやって来たウェディングドレス姿の女性。ジュンちゃんと連絡が取れず、声をかけてきた南波と共に彼を探す。

第5話
白鳥真澄
演 - 濱津隆之
過疎化が進む大島で新たな観光資源を発掘し、国内外の観光客を増やすための視察で大島にやって来た都議会議員。予定にない視察を勝手に入れ、案内役の北野を振りまわす。

久田晶
演 - 小宮有紗
白鳥の秘書。真面目な性格で、勝手な視察をする白鳥を窘め、視察自体が税金の無駄、ネットとSNSでほとんどの事がわかるとバッサリ切り捨てる。

第6話
宮田洋子
演 - 橋本マナミ
ドラマの取材のために大島へやってきた、大ヒットドラマ「名探偵ドイ マンジロウ」の脚本家。地元の人に読んでもらった方がイメージが沸くからと、日出子と渚に脚本を演じる様依頼する。
本田サチ〈17〉
演 - 伊崎花菜
おみやげ「旭売店」の店員。
裁判所所長
演 - 仲義代
日出子が裁判官だった時の上司。

第7話
日高真琴
演 - 工藤遥
1人で島のバス停にいる地元以外の制服を着た女子高生。渚と日出子が不審に思い、観光客のふりをして後をつける。

第8話
東耕太郎
演 - 安藤政信
会社をズル休みして、気がついたら大島に来ていたサラリーマン。南波に島を案内されるも感動が薄く、何に対しても興味を示さない。結婚していて仕事にも家庭にも不満はなく、家族仲も良い。
小宮山巌雄
演 - 山本恭治（写真）

## スタッフ
- 原案- 放置少女〜百花繚乱の萌姫たち〜[11]
- 監督 - アベラヒデノブ
- 脚本 - 和田清人、シーズン野田
- 音楽 - 岩本裕司、辻本梨恵
- 主題歌 - （元）現役女子高生あたし「碧の宵」[12]（SDR）
- プロデューサー - 寺原洋平（テレビ東京）、漆間宏一（テレビ東京）、吉見健士（共テレ）
- 制作協力 - 宋蔚儒（SomeMightSay）、三宅澄二（アン・エンタテインメント）
- 制作 - テレビ東京、共テレ
- 製作著作 - 『東京放置食堂』製作委員会

## 放送日程
| 各話   | 放送日   | 脚本     | 備考                               |
| ------ | -------- | -------- | ---------------------------------- |
| 第1話  | 09月16日 | 和田清人 |                                    |
| 第2話  | 09月23日 | 和田清人 | 劇中歌「恋の着払い」（小松原美織） |
| 第3話  | 09月30日 | 和田清人 |                                    |
| 第4話  | 10月07日 | 和田清人 |                                    |
| 第5話  | 10月14日 |          |                                    |
| 第6話  | 10月21日 |          |                                    |
| 第7話  | 10月28日 |          |                                    |
| 最終話 | 11月04日 |          |                                    |

## 放送局
| 放送期間                | 放送時間                                                    | 放送局       | 対象地域   | 備考   |
| ----------------------- | ----------------------------------------------------------- | ------------ | ---------- | ------ |
| 2021年9月16日 - 11月4日 | 木曜 1:10 - 1:40（第3話まで） 木曜 1:00 - 1:30（第4話より） | テレビ東京   | 関東広域圏 | 製作局 |
|                         |                                                             | テレビ北海道 | 北海道     |        |
|                         |                                                             | テレビ愛知   | 愛知県     |        |
|                         |                                                             | テレビ大阪   | 大阪府     |        |
|                         |                                                             | TVQ九州放送  | 福岡県     |        |